# Lepashe
Lepashe is een dorp in het district Central in Botswana. De plaats telt 544 inwoners (2011).